# Óliver Fula
Óliver Antonio Fula Perea (Santa Marta, 1º marzo 1988) è un ex calciatore colombiano, di ruolo difensore.

## Carriera
Ha giocato nella massima serie dei campionati colombiano, panamense e moldavo.